# 国民健康保険中央会
公益社団法人国民健康保険中央会（こくみんけんこうほけんちゅうおうかい、All-Japan Federation of National Health Insurance Organizations、国保中央会）は、国民健康保険事業及び介護保険事業の普及などを実施する国民健康保険団体連合会で構成された公益法人。元厚生労働省所管。

## 概要
国民健康保険事業及び介護保険事業の普及、健全な運営及び発展を図り、社会保障及び国民保健の向上を目的として1948年11月に前身となる全国国民健康保険団体中央会が発足する。1959年1月1日に社団法人化に伴い、国民健康保険中央会に改称。2000年度から介護報酬の審査支払業務及び介護保険サービスの相談・指導・助言（苦情処理）業務を行うようになった。
高額レセプトの特別審査、全国的なシステム開発、全国決済業務、国保連合会における審査支払支援・調整等、その他国保連合会への支援を行っている。

## 機関紙
- 国保新聞